# Писарщина (Лубенський район)
Писа́рщина — село в Україні, у Лубенський районі Полтавської області. Населення становить 161 осіб. Входить до складу Гребінківської міської громади.

## Географія
Село Писарщина знаходиться на березі річки Суха Оржиця, вище за течією на відстані 3 км розташоване село Саївка, нижче за течією на відстані 1,5 км розташоване село Григорівка. На річці невелика загата. Поруч проходить залізниця, станція Писарщина за 3 км.

## Історія
Писарщина заснована писарем Лубенського полку Савицьким Степаном Васильовичем (1684- 1751), звідки пішла і назва села.

## Відомі люди
У селі народився міністр оборони УНР Олександр Шаповал.